# Bitka pri Oriskanyju
Bitka pri Oriskanyju (/ɔːrˈɪskəniː/ ali /əˈrɪskəniː/) je bila pomembna bitka v kampanji Saratoga med ameriško revolucionarno vojno. 6. avgusta 1777 je ameriška kolona milice okrožja Tryon in plemena Oneida, ki je korakala, da bi pomagala obleganju utrdbe Stanwix, padla v zasedo kontingenta britanskih staroselcev in lojalistov. Bila je ena redkih bitk vojne, v kateri je bila večina neavtohtonih udeležencev naseljencev, rojenih v trinajstih kolonijah. Američani so med bitko utrpeli velike izgube.
Pod poveljstvom brigadnega generala Nicholasa Herkimerja je ameriška kolona za pomoč prišla v Mohawk Valley in je sprva štela približno 800 pripadnikov milice in med 60 in 100 bojevnikov Oneida. Kot odgovor na novico o napredovanju kolone je brigadni general Barry St. Leger poslal enoto približno 500 mož pod poveljstvom podpolkovnika Sir John Johnson]a, da bi jih prestregli. Večino Johnsonove sile so sestavljali bojevniki Mohawk, Seneca, Cayuga, Onondaga in Mississaugas, ki so jih vodili Sayenqueraghta, Cornplanter in Joseph Brant.
Johnsonovi možje so uspešno iz zasede napadli Herkimerjevo kolono v majhni dolini približno 6 km vzhodno od utrdbe Fort Stanwix, blizu vasi Oneida v Oriskani v New Yorku. Britanska zmaga je Američane stala približno 465 mrtvih, ranjenih ali ujetih, medtem ko je Johnsonova sila utrpela le 93 ubitih, ranjenih ali ujetih mož. Tudi Herkimer je bil smrtno ranjen. Morala britanskih avtohtonih zaveznikov je bila okrnjena, ko so odkrili, da je ameriški napad iz utrdbe Fort Stanwix med bitko oropal njihov tabor. To je prispevalo k Legerjevi odločitvi, da dva tedna pozneje opusti obleganje.
Bitka je zaznamovala tudi začetek državljanske vojne med Irokezi, saj so se bojevniki Oneida pod vodstvom Louisa Cooka in Hana Yerryja pridružili patriotskemu cilju, prav tako pa tudi Tuscarora. Ker so bili Mohawki, Seneke, Cajuge in Onondage zavezniki lojalistov, je to povzročilo oborožene spopade med obema frakcijama. Kraj bitke je v irokeških ustnih zgodovinah znan kot "Kraj velike žalosti" in je bil označen kot nacionalna zgodovinska znamenitost, obeležen pa je tudi s spomenikom na državnem zgodovinskem najdišču bojišča Oriskany.